# Cantherhines pardalis
Cantherhines pardalis és un peix de la família dels monacàntids i de l'ordre dels tetraodontiformes.

## Descripció
Els adults poden assolir 25 cm de longitud total. És inofensiu per als humans. Menja organismes bentònics.

## Hàbitat
És un peix marí, de clima tropical i associat als esculls de corall que viu entre 2-20 m de fondària. Es troba des del Mar Roig fins a Sud-àfrica, el sud del Japó i el sud-est d'Oceania. També és present a l'Atlàntic oriental (Golf de Guinea, Annobón i la costa meridional d'Àfrica).